# Tuberaria acuminata
Tuberaria acuminata är en solvändeväxtart som först beskrevs av Domenico Viviani, och fick sitt nu gällande namn av Gross.. Tuberaria acuminata ingår i släktet fläcksolvändor, och familjen solvändeväxter. Inga underarter finns listade i Catalogue of Life.